# シネマDO!
シネマDO!（ - ドゥ）は、NHK BSプレミアムで2011年4月4日から2012年3月12日まで放送されていたテレビ番組。

## 概要
『BSシネマ』で放送される作品の見所を紹介する番組。
とある劇場の映写室。ベテラン映写技師のカントク（山本晋也）と見習いアルバイトのマリちゃん（関根麻里）が映画談議を繰り広げる。

## 放送時間
- 月曜19:50-19:55／土曜11:50-11:55／日曜09:55-10:00

## 出演者
- 山本晋也
- 関根麻里